# Хрещене ім'я

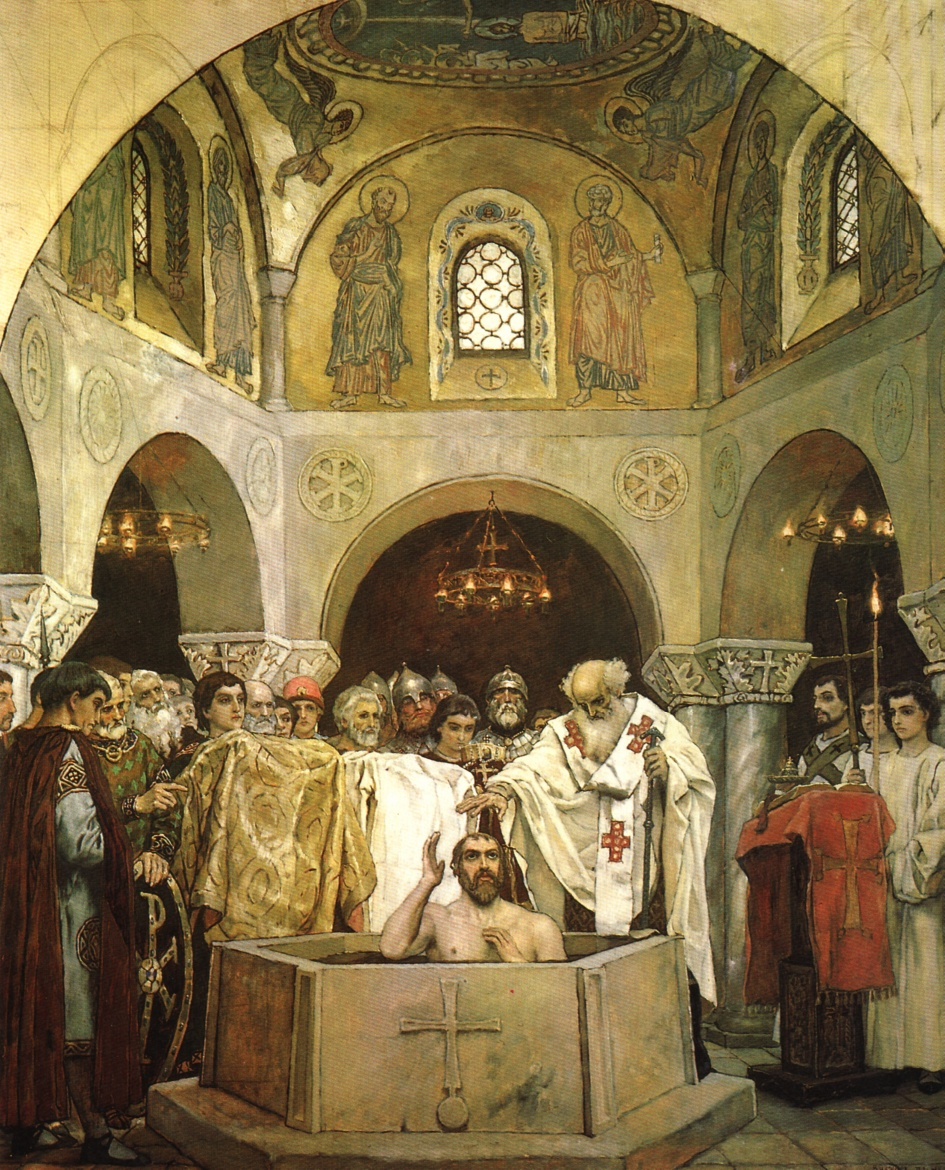
Хрещення Володимира Святославича, що прийняв хрещене ім'я «Василь».

Хреще́не ім'я́ (англ. Christian name, baptismal name; нім. Taufname) — у християнстві особливе ім'я, що надається людині після прийняття нею хрещення. Звичай надавати такі імена походить з апостольської традиції (найвідоміший випадок — Савл, що після хрещення став Павлом). В Україні найбільше поширення мають хрещені імена, що походять від єврейських біблійних імен (Іван, Михаїл, Гавриїл, Петро, Павло; Анна (Ганна), Марія, Єва, Соломія тощо), а також імен римських та грецьких святих і мучеників перших століть існування християнства (Юрій (Георгій), Дмитро, Федір, Сергій, Олексій, Олександр; Анастасія тощо); крім цього популярними є імена місцевих святих (Ольга, Володимир, Гліб тощо). У західноєвропейських країнах часто використовується як друге ім'я для розрізнення осіб, що мають однакові імена та прізвища.